# Decursio equitum
La decursio equitum è spesso intesa, già dalle fonti antiche, come alternativa alla transvectio equitum, ovvero la parata annuale creata da Augusto nel 5 a.C. di cavalieri romani in Roma di fronte all'imperatore, la quale era guidata da un sevirato dei cavalieri, affidato ai figli dei senatori e, con qualche rara eccezione, ai membri del ceto equestre. Tuttavia, in altri casi, con decursio, si poteva intendere la parata di cavalieri romani in occasione dell'apoteosi di un imperatore, come nel caso di Antonino Pio. Riguardo alla moneta del 65 d.C., dovrebbe trattarsi della più nota transvectio equitum, non collegata ad alcun evento bellico del periodo (non quindi una acclamatio).
| Decursio equitum al tempo di Nerone | Decursio equitum al tempo di Nerone | Decursio equitum al tempo di Nerone                                                                                  | Decursio equitum al tempo di Nerone | Decursio equitum al tempo di Nerone | Decursio equitum al tempo di Nerone       | Decursio equitum al tempo di Nerone |
| Immagine                            | Valore                              | Dritto | Rovescio | Datazione                           | Peso; diametro                            | Catalogazione                       |
| ----------------------------------- | ----------------------------------- | --- | --- | ----------------------------------- | ----------------------------------------- | ----------------------------------- |
|                                     | sesterzio                           | NERO CLAVD CAESAR AVG GER P M TR P IMP P P, testa laureata di Nerone verso destra, con un globo alla base del busto; | Nerone a cavallo, cavalca verso destra tenendo una lancia; dietro di lui un soldato sempre a cavallo (forse un pretoriano), che tiene un vexillum; S C ai lati; DECVRSIO in esergo. | 65                                  | (34 mm, 26.67 gr, 6 h (zecca di Lugdunum) | RIC I 395; Lyon 59; WCN 403.        |

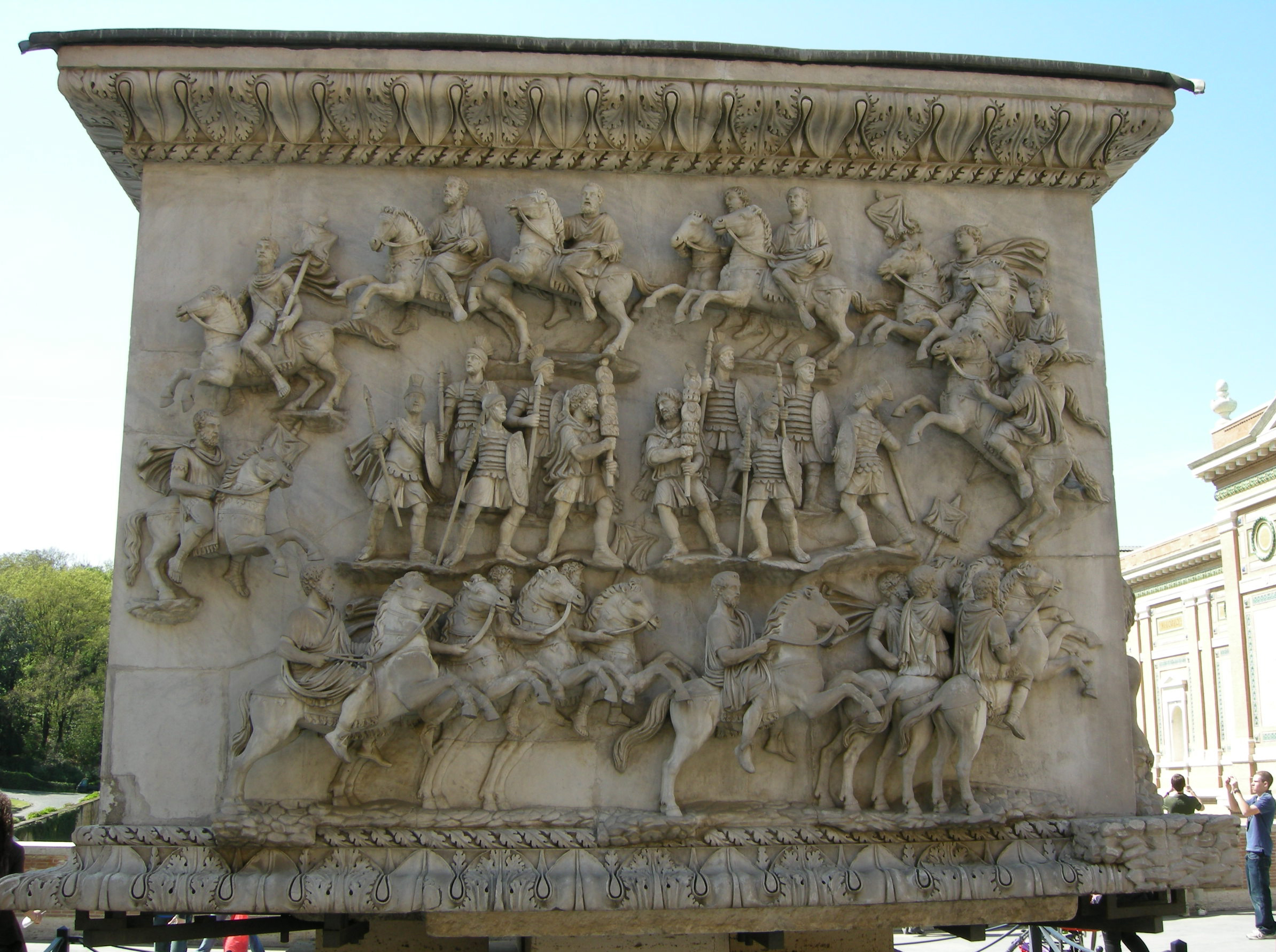
La decursio alla base della colonna di Antonino Pio.

Un esempio di decursio come "giostra a cavallo" durante la cerimonia funebre, la troviamo rappresentata sulla colonna di Antonino Pio a Roma, sulla cui base sono rappresentate due scene quasi identiche della duplice consecratio della coppia imperiale (una per Antonino e una per Faustina, come le doppie aquile). Vi sono raffigurati i membri dell'ordine equestre intenti a celebrare il decursio o decursius, coi relativi vessilliferi, all'esterno, e un gruppo di pretoriani all'interno.
Questo rito, che doveva aver avuto luogo attorno all'ustrino dove si era svolta la cerimonia di cremazione, si era svolta in due tempi (prima la processione a piedi, poi la giostra a cavallo), ma nella raffigurazione è usato l'espediente della contemporaneità, collocando una parata dentro l'altra. Un altro espediente convenzionale, mutuato dall'arte plebea e presente, per esempio, anche nella Colonna Traiana nella raffigurazione dei campi militari, è quello della prospettiva "a volo d'uccello", che permette di inquadrare l'intero moto circolare della giostra, con i cavalieri posti su due piani principali, in file di due o tre, poggianti su sottili lembi di terreno ad altezze diverse. La presenza di scorci è novità assoluta in un monumento ufficiale romano.
Rispetto alla scena dell'Apoteosi l'organizzazione spaziale è quindi ancora più originale ed è indice di come gli artisti ufficiali si muovessero con grande originalità soprattutto affrontando quei temi per i quali non esistevano schemi tradizionali a cui ispirarsi. Le figurette tozze, quasi a tutto tondo, si addensano entro un'ellissi centrale e spiccano sullo sfondo neutro, secondo una composizione così insolita che sembra una trascrizione in altorilievo dei bassorilievi della Colonna Traiana. Il netto contrasto tra sfondo levigato e l'animata scena forse non è altro che una derivazione, trasposta in una composizione d'insieme, del gusto adrianeo nell'accostamento tra superfici lisce (come le carni nei ritratti) e mosse pittoricamente (come nelle barbe, nei capelli, ecc.).